# Rejon jelecki
Rejon jelecki (ros. Елецкий район) – jednostka administracyjna w Rosji, na zachodzie centralnej części obwodu lipieckiego.
Centrum administracyjnym rejonu jest miasto Jelec, które jednak w jego skład nie wchodzi stanowiąc samodzielną jednostkę administracyjną (okręg miejski) obwodu lipieckiego.

## Geografia
Powierzchnia rejonu wynosi 1171,50 km².
Graniczy z rejonami obwodu lipieckiego: krasnińskim, stanowlańskim, izmałkowskim, dołgorukowskim i zadońskim.
Główne rzeki rejonu: Bystraja Sosna, Worgoł, Woroniec, Jelczik, Palna, Panikowiec.

## Historia
Rejon utworzono w 1928 roku.

## Demografia
W 2006 roku rejon liczył 28 800 mieszkańców, zamieszkałych w 97 miejscowościach. Dodatkowo 113 400 mieszkańców liczy miasto rejonowe – Jelec.

## Podział administracyjny
W skład rejonu wchodzi 15 wiejskich jednostek administracyjnych:
- archangielska – osiedle Solidarność
- bolszeizwalska
- wołczańska – osiedle Majak
- woroniecka
- golikowska
- jelecka – osiedle Jeleckie
- kazacka
- kołosowska – wieś Talica
- ławska
- małobojowska
- niżnieworgolska – osiedle Klucz Żyźni
- piszczulińska – wieś Chmieliniec
- sokolska
- fiodorowska – wieś Kamieńska
- czerkaska

## Miejscowości rejonu
- Suworowka
- Małaja Suworowka
- osiedle Jeleckie

## Osoby związane z rejonem
- Fieofan Zatwornik – właściwie Gieorgij Wasiljewicz Goworow (10 stycznia 1815 – 19 stycznia 1894), biskup rosyjski, teolog i kaznodzieja,
- Siergiej Siergiejewicz Biechtiejew – (20 kwietnia 1879 – maj 1954), rosyjski poeta-monarchista, oficer.